# Teclozan
Teclozan là một chất chống nguyên sinh. Nó là một dichloroacetamide.